# Quartier de la Folie-Méricourt
Quartier de la Folie-Méricourt är Paris 41:e administrativa distrikt, beläget i elfte arrondissementet. Distriktet är uppkallat efter Théâtre Folie-Méricourt.
Elfte arrondissementet består även av distrikten Saint-Ambroise, Roquette och Sainte-Marguerite.

## Sevärdheter
- Cirque d'Hiver
- Canal Saint-Martin
- Square Jules-Ferry
- Square Jules-Verne
- Nouvelle Ville d'Angoulême

## Bilder
| - De fyra administrativa distrikten i Paris elfte arrondissement. - Cirque d'Hiver. - Square Jules-Ferry. |

## Kommunikationer
- Tunnelbana – linje  – Parmentier